# كاثرين بارنارد
كاثرين بارنارد (بالإنجليزية: Kathryn Barnard)‏ هي ممرضة أمريكية، ولدت في 16 أبريل 1938 في أوماها في الولايات المتحدة، وتوفيت في 27 يونيو 2015.